# Конюга білочерева
Конюга білочерева, білочеревець (Aethia psittacula) — невеликий морський птах з родини алькових, що мешкає в північній частині Тихого океану. Гніздиться на островах, розташованих на віддалі від Аляски і Камчатки. Гнізда будують на скелях і в прибережних чагарниках.
Розмір цих птахів становить близько 23 см. Їхній дзьоб червоно-оранжевого кольору, оперення зверху чорне, а знизу біле. Також є біла смужка за оком. Між періодом спаровування і іншою частиною року оперення злегка змінюється. Їжа також відрізняється під час спарювання. У цей період птахи живляться головним чином дрібними ракоподібними, яких вони шукають доволі далеко від місць гніздування. На полюванні вони пірнають до глибини 30 см.
Під час спарювання, що триває від квітня до травня, живуть у змішаних колоніях разом з іншими альковими. Єдине яйце, яке вони відкладають, насиджує близько місяця. Пташенят, що вилупилися батьки годують чотири рази на день протягом 35 днів.
У цілому вид нараховує близько мільйону особин і не відноситься до видів, що знаходяться під загрозою. Однак, забруднення моря і ввезення хижаків в їх ареали гніздування завдає істотного збитку.